# Нідер-Костенц
Нідер-Костенц (нім. Nieder Kostenz) — громада в Німеччині, розташована в землі Рейнланд-Пфальц. Входить до складу району Рейн-Гунсрюк. Складова частина об'єднання громад Кірхберг.
Площа — 4,12 км2. Населення становить 169 ос. (станом на 31 грудня 2020).